# Hans Strziska

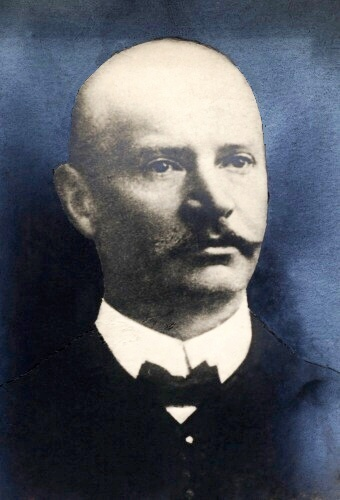
Hans Strziska

Hans Strziska (* 29. März 1866 in Mies, Bezirk Tachau, Böhmen; † 11. November 1922 ebenda, Okres Tachov, Tschechoslowakei) war ein österreichischer Politiker der Deutschen Agrarpartei.

## Ausbildung und Beruf
Nach dem Besuch der Volks- und Handelsschule wurde er Landwirt.

## Politische Funktionen
- 1911–1918: Abgeordneter des Abgeordnetenhauses im Reichsrat (XII. Legislaturperiode), Wahlbezirk Böhmen 122, Deutscher Nationalverband (Deutsche Agrarpartei)
- Obmann des landwirtschaftlichen Vereines Mies
- Delegierter und Ausschussmitglied der deutschen Sektion des Landeskulturrates für Böhmen

## Politische Mandate
- 21. Oktober 1918 bis 16. Februar 1919: Mitglied der Provisorischen Nationalversammlung, DnP